# William Fullingim
William Archer Fullingim (Clarksville, 7 juli 1855 – Lawton, 6 augustus 1965), met bijnaam Uncle Bunch, was een Amerikaanse supereeuweling. Vanaf het overlijden van Elizabeth Kensley op 6 maart 1965 was hij de op twee na oudste persoon ter wereld.

## Levensloop
Fullingim werd geboren in Texas in 1855. Hij trouwde in 1879 met Nancy Watson. In 1898 verhuisde het gezin per huifkar naar Oklahoma, waar ze een boerderij bouwden. Toen Nancy in 1964 overleed, had het echtpaar een huwelijk van bijna 85 jaar achter de rug.
Fullingim overleed in 1965 op 110-jarige leeftijd. Hij was de op één na oudste man ter wereld, na James King (1854-1967).